# Gouvernement Menabrea I
Royaume d'Italie
Rattazzi II Menabrea II
Le gouvernement Menabrea I (Governo Menabrea I, en italien) est le gouvernement du royaume d'Italie entre le 27 octobre 1867 et le 5 janvier 1868, durant la Xe législature.

## Composition
Composition du gouvernement
- Droite historique

### Président du conseil des ministres
Federico Luigi, comte de Menabrea

### Listes des ministres
- Ministre des affaires étrangères : Federico Luigi, comte de Menabrea
- Ministre de l'agriculture, de l'industrie et du commerce : 
  - Luigi Guglielmo Cambray-Digny par intérim
  - Emilio Broglio à partir du 28 novembre 1867
- Ministre des finances : Luigi Guglielmo Cambray-Digny
- Ministre de la justice : Adriano Mari
- Ministre de la guerre : Ettore Bertolè-Viale
- Ministre de l'intérieur : Filippo Antonio Gualterio
- Ministre du travail public : Gerolamo Cantelli
- Ministre de la marine : 
  - Federico Luigi, comte de Menabrea par intérim
  - Pompeo Provano del Sabbione à partir du 8 novembre 1867
- Ministre de l'instruction publique : Emilio Broglio